# نورمان كيمب سميث
نورمان كيمب سميث (بالإنجليزية: Norman Kemp Smith)‏ (1872 - 3 سبتمبر 1958م)، فيلسوف اسكتلندي. كان أستاذ علم النفس في الفترة (1906 - 1914م) والفلسفة في الفترة (1914م - 1919م) في جامعة برنستون وكان أستاذ المنطق والميتافيزيقا في جامعة إدنبرة في الفترة (1919 - 1945م). 

سمى نفسه باسم كيمب نسبة إلى لقب عائلة زوجته إيمي كيمب التي تزوجها عام 1910م.

## روابط خارجية
- نورمان كيمب سميث على موقع الموسوعة البريطانية (الإنجليزية)